# Skiclub Wolfskamer

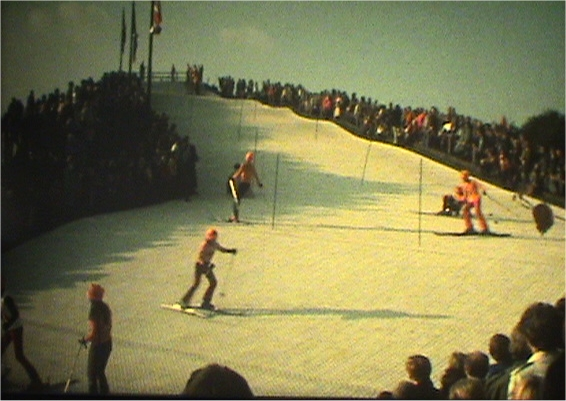
De officiële opening van Skiclub Wolfskamer op 3 oktober 1976.

Het sportcomplex van Skiclub Wolfskamer ligt sinds 17 januari 1976 in het recreatiegebied aan de rand van het Gooimeer te Huizen (N-H). Het werd op 3 oktober 1976 officieel geopend. Het complex, dat deels in alpinestijl beplant is met dennen en sparren, bestaat uit zeven kunstskibanen met skiliften en één langlaufbaan op een terrein van 10.000 m². Er wordt zowel alpineskiën, langlaufen als snowboarden beoefend.

## Activiteiten
Lesgeven vormt de belangrijkste activiteit op de skibaan, die in september opengaat en in april sluit. De club organiseert verscheidene toernooien, waaronder de Nederlandse kampioenschappen volwassenen en jeugd in skiën en boarden. Sinds 2005 werkt de Wolfskamer samen met skigebied en skischool La Norma (Savoie, Frankrijk). Baan 7 is ingericht voor freestyle skiërs en snowboarders die hun techniek op schansen, boxen en andere obstakels oefenen.

## Resultaten
In 2012-13 was het Skiteam Wolfskamer het succesvolste van Nederland met 75 gouden, 88 zilveren, 75 bronzen medailles en 551 behaalde punten. De skiclub telde in 2023 ongeveer 3000 leden.